# Haematopota nagashimai
Haematopota nagashimai är en tvåvingeart som beskrevs av Hayakawa och Takahasi 1976. Haematopota nagashimai ingår i släktet Haematopota och familjen bromsar. Inga underarter finns listade i Catalogue of Life.